# Kypello Kyprou 2002-2003
La Kypello Kyprou 2002-2003 fu la 61ª edizione della coppa nazionale cipriota. Vide la vittoria finale dell'Anorthosis, che così conquistò il suo nono titolo.

## Formula
A partire da questa stagione la Coppa assunse una formula innovativa. I primi due turni sono stati su gara unica e vedevano schierate solo 40 squadre delle categorie inferiori (dalla Seconda Divisione in giù). A partire dal terzo turno entrarono in gioco 6 squadre di Divisione A (le tre neo promosse e le classificate dalla sestultima alla quartultima nella stagione precedente) e il turno era disputato su partite di andata e ritorno.
Il quarto turno era invece costituito da quattro gironi da quattro squadre (le 8 squadre promosse dal turno precedente e le formazioni che si erano classificate ai primi 8 posti di Divisione A nella stagione precedente); gli incontri previsti erano 6 per ogni squadra (i classici turni di andata e ritorno), con i tre punti a vittoria le prime due di ogni girone promosse ai quarti.
Infine quarti e semifinali erano su gare di andata e ritorno; in particolare nei quarti si affrontarono le prime di ogni girone contro le seconde (incrociando il girone A con il B ed il C con il D, con ritorno in casa della prima classificata). Come da tradizione, la finale si giocò in partita unica il 17 maggio 2003.

## Risultati della prima fase

### Primo turno
| Squadra 1                      | Risultato | Squadra 2               |
| ------------------------------ | --------- | ----------------------- |
| AEK Kythreas                   | 4 - 0     | Rotsides Mammari        |
| A.E. Mesogis                   | 3 - 1     | Frenaros FC 2000        |
| AEZ Zakakiou                   | 0 - 1     | Kinyras Empas           |
| APEP Pitsilia                  | 3 - 2     | SEK Agiou Athanasiou    |
| ASIL Lysī                      | 2 - 0     | A.M.E. Parekklisias     |
| AEK Achilleas Ayiou Theraponta | 3 - 1     | Īraklīs Gerolakkou      |
| Ahironas Liopetriou            | 0 - 4     | Anagennīsī Deryneia     |
| Akritas Chlōrakas              | 1 - 2     | Adonis Idalion          |
| Anayennisi Lythrodonta         | 3 - 1     | Orpheas Nicosia         |
| Anagennisi Germasoyias         | 1 - 2     | Enosi Kokkinotrimithias |
| EN ThOΪ Lakatamia              | 2 - 1     | Sourouklis Troullon     |
| Elpida Xylophagou              | 4 - 3     | Doxa Katōkopias         |
| Ermīs Aradippou                | 0 - 5     | MEAP Nīsou              |
| Ethnikos Assia                 | 5 - 1     | Elia Lythrodonta        |
| Chalkanoras Idaliou            | 10 - 1    | Apollon Limpia          |
| Olympos Xylophagou             | 2 - 4     | PAEEK Kerynias          |
| Onīsilos Sōtīra                | 4 - 0     | Ethnikos Latsion        |
| Omonia Aradippou               | 1 - 0     | Agia Napa               |
| Othellos Athīainou             | 8 - 1     | Ellinismos Akakiou      |
| P.E.F. Olympiakou              | 2 - 4     | ATE PEK Ergaton         |

### Secondo turno
| Squadra 1               | Risultato | Squadra 2                      |
| ----------------------- | --------- | ------------------------------ |
| APEP Pitsilia           | 0 - 1     | A.E. Mesogis                   |
| ASIL Lysī               | 2 - 1     | AEK Achilleas Ayiou Theraponta |
| Adonis Idalion          | 2 - 3     | PAEEK Kerynias                 |
| Anayennisi Lythrodonta  | 2 - 1     | Omonia Aradippou               |
| Enosi Kokkinotrimithias | 2 - 1     | Anagennīsī Deryneia            |
| Ethnikos Assia          | 4 - 2     | AEK Kythreas                   |
| Chalkanoras Idaliou     | 0 - 2     | EN ThOΪ Lakatamia              |
| Kinyras Empas           | 2 - 1     | ATE PEK Ergaton                |
| MEAP Nīsou              | 2 - 0     | Othellos Athīainou             |
| Elpida Xylophagou       | 2 - 1     | Onīsilos Sōtīra                |

### Terzo turno
| Squadra 1               | Totale | Squadra 2        | Andata | Ritorno |
| ----------------------- | ------ | ---------------- | ------ | ------- |
| A.E. Mesogis            | 3 - 5  | Ethnikos Assia   | 3 - 3  | 0 - 2   |
| Alkī Larnaca            | 3 - 0  | MEAP Nīsou       | 2 - 0  | 1 - 0   |
| Anayennisi Lythrodonta  | 4 - 6  | PAEEK Kerynias   | 3 - 2  | 1 - 4   |
| Digenīs Morphou         | 2 - 1  | AEP Paphos       | 1 - 0  | 1 - 1   |
| EN ThOΪ Lakatamia       | 5 - 4  | Kinyras Empas    | 3 - 3  | 2 - 1   |
| Elpida Xylophagou       | 3 - 5  | Apollōn Limassol | 3 - 3  | 0 - 2   |
| Enosi Kokkinotrimithias | 3 - 9  | Apollōn Limassol | 2 - 3  | 1 - 6   |
| Nea Salamis             | 3 - 1  | ASIL Lysī        | 2 - 1  | 1 - 0   |

## Classifiche e risultati della fase a gironi

### Girone A

#### Classifica Girone A
|   | Classifica finale del Girone A | G | V | N | P | GF | GS | DR  | Punti |
| - | ------------------------------ | - | - | - | - | -- | -- | --- | ----- |
| 1 | APOEL                          | 6 | 4 | 0 | 2 | 19 | 11 | +8  | 12    |
| 2 | AEK Larnaca                    | 6 | 3 | 2 | 1 | 17 | 11 | +6  | 11    |
| 3 | Apollōn Limassol               | 6 | 3 | 2 | 1 | 16 | 8  | +8  | 11    |
| 4 | Arīs Limassol                  | 6 | 0 | 0 | 6 | 4  | 26 | -22 | 0     |

G = Partite giocate; V = Vittorie; N = Nulle/Pareggi; P = Perse; GF = Goal fatti; GS = Goal subiti; DR = Differenza reti.

#### Risultati del Girone A
|                  | AEK  | APN  | ApL  | ArL  |
| ---------------- | ---- | ---- | ---- | ---- |
| AEK Larnaca      | –––– | 1-2  | 1-1  | 4-0  |
| APOEL Nicosia    | 4-5  | –––– | 3-2  | 5-0  |
| Apollon Limassol | 2-2  | 2-1  | –––– | 3-0  |
| Aris Limassol    | 1-4  | 2-4  | 1-6  | –––– |

### Girone B

#### Classifica Girone B
|   | Classifica finale del Girone B | G | V | N | P | GF | GS | DR  | Punti |
| - | ------------------------------ | - | - | - | - | -- | -- | --- | ----- |
| 1 | Anorthōsis                     | 6 | 5 | 1 | 0 | 16 | 4  | +12 | 16    |
| 2 | Ethnikos Achnas                | 6 | 4 | 1 | 1 | 14 | 4  | +10 | 13    |
| 3 | Alkī Larnaca                   | 6 | 1 | 0 | 5 | 6  | 14 | -8  | 3     |
| 4 | Ethnikos Assia                 | 6 | 1 | 0 | 5 | 5  | 19 | -14 | 3     |

G = Partite giocate; V = Vittorie; N = Nulle/Pareggi; P = Perse; GF = Goal fatti; GS = Goal subiti; DR = Differenza reti.

#### Risultati del Girone B
|                 | Alk  | Ano  | EAc  | EAs  |
| --------------- | ---- | ---- | ---- | ---- |
| Alki Larnaca    | –––– | 0-1  | 2-3  | 0-4  |
| Anorthosis      | 4-0  | –––– | 4-1  | 2-2  |
| Ethnikos Achnas | 1-4  | 0-3  | –––– | 0-5  |
| Ethnikos Assia  | 1-0  | 1-2  | 1-0  | –––– |

### Girone C

#### Classifica Girone C
|   | Classifica finale del Girone C | G | V | N | P | GF | GS | DR  | Punti |
| - | ------------------------------ | - | - | - | - | -- | -- | --- | ----- |
| 1 | AEL Limassol                   | 6 | 5 | 1 | 0 | 18 | 5  | +13 | 16    |
| 2 | EN Paralimni                   | 6 | 4 | 1 | 1 | 16 | 8  | +8  | 13    |
| 3 | PAEEK Kerynias                 | 6 | 1 | 0 | 5 | 11 | 23 | -12 | 3     |
| 4 | EN ThOΪ Lakatamia              | 6 | 1 | 0 | 5 | 8  | 17 | -9  | 3     |

G = Partite giocate; V = Vittorie; N = Nulle/Pareggi; P = Perse; GF = Goal fatti; GS = Goal subiti; DR = Differenza reti.

#### Risultati del Girone C
|                  | AEL  | ETL  | EnP  | PAE  |
| ---------------- | ---- | ---- | ---- | ---- |
| AEL Limassol     | –––– | 3-0  | 1-0  | 7-2  |
| ENThOI Lakatamia | 0-1  | –––– | 1-3  | 3-1  |
| Enosis Paralimni | 2-2  | 4-3  | –––– | 4-0  |
| PAEEK Kerynias   | 1-4  | 6-1  | 1-4  | –––– |

### Girone D

#### Classifica Girone D
|   | Classifica finale del Girone C | G | V | N | P | GF | GS | DR  | Punti |
| - | ------------------------------ | - | - | - | - | -- | -- | --- | ----- |
| 1 | Omonia                         | 6 | 4 | 1 | 1 | 12 | 6  | +6  | 13    |
| 2 | Olympiakos Nicosia             | 6 | 4 | 0 | 2 | 17 | 3  | +14 | 12    |
| 3 | Digenīs Morphou                | 6 | 3 | 1 | 2 | 7  | 8  | -1  | 10    |
| 4 | Nea Salamis                    | 6 | 0 | 0 | 6 | 5  | 24 | -19 | 0     |

G = Partite giocate; V = Vittorie; N = Nulle/Pareggi; P = Perse; GF = Goal fatti; GS = Goal subiti; DR = Differenza reti.

#### Risultati del Girone D
|                    | DAM  | NSa  | OlN  | OmN  |
| ------------------ | ---- | ---- | ---- | ---- |
| Digenis Morphou    | –––– | 3-1  | 0-3  | 1-0  |
| Nea Salamis        | 1-2  | –––– | 0-6  | 1-2  |
| Olympiakos Nicosia | 2-0  | 5-0  | –––– | 1-2  |
| Omonia             | 1-1  | 6-2  | 1-0  | –––– |

## Risultati della fase finale

### Tabellone dei quarti
|  | Quarti di finale   | Quarti di finale   | Quarti di finale | Quarti di finale | Quarti di finale |  |  | Semifinali   | Semifinali   | Semifinali   | Semifinali   | Semifinali |  |  | Finale           | Finale           | Finale |  |
|  |                    |                    |                  |                  |                  |  |  |              |              |              |              |            |  |  |                  |                  |        |  |
|  | Ethnikos Achnas    | Ethnikos Achnas    | 0                | 0                | 0                |  |  |              |              |              |              |            |  |  |                  |                  |        |  |
|  | APOEL              | APOEL              | 2                | 0                | 2                |  |  | APOEL        | APOEL        | 0            | 1            | 1          |  |  |                  |                  |        |  |
|  | AEK Larnaca        | AEK Larnaca        | 0                | 2                | 2                |  |  | Anorthōsis   | Anorthōsis   | 2            | 0            | 2          |  |  |                  |                  |        |  |
|  | Anorthōsis         | Anorthōsis         | 4                | 2                | 6                |  |  |              |              |              |              |            |  |  | Anorthōsis (dtr) | Anorthōsis (dtr) | 0 (5)  |  |
|  | Olympiakos Nicosia | Olympiakos Nicosia | 2                | 1                | 3                |  |  |              |              | AEL Limassol | AEL Limassol | 0 (3)      |  |  |                  |                  |        |  |
|  | AEL Limassol       | AEL Limassol       | 1                | 3                | 4                |  |  | AEL Limassol | AEL Limassol | 2            | 4            | 6          |  |  |                  |                  |        |  |
|  | EN Paralimni       | EN Paralimni       | 2                | 1                | 3                |  |  | Omonia       | Omonia       | 1            | 2            | 3          |  |  |                  |                  |        |  |
|  | Omonia             | Omonia             | 1                | 3                | 4                |  |  |              |              |              |              |            |  |  |                  |                  |        |  |